# Адалин (Салаж)
Адалин (рум. Adalin) насеље је у Румунији у округу Салаж у општини Драгу. Oпштина се налази на надморској висини од 361 m.

## Становништво
Према подацима из 2002. године у насељу је живело 239 становника, од којих су сви румунске националности.